# Otakar Hromádko
Otakar Hromádko (30. srpna 1909 Kněž, Rakousko-Uhersko – 14. dubna 1983 Yverdon-les-Bains, Švýcarsko) byl československý novinář a důstojník. Od mládí bojoval za komunistické ideály, za které byl i odsouzen, aby se později stal obětí komunistických čistek a politickým emigrantem.
Bojoval jako dobrovolník v Interbrigádách ve Španělské občanské válce (kde byl raněn) a ve francouzském protinacistickém odboji během druhé světové války. Po druhé světové válce se vrátil do Československa a podílel se na budování Komunistické strany Československa.
Ačkoliv vyrostl jako silný antimilitarista, zúčastnil se několika válek a obdržel vysoká státní vojenská vyznamenání ve čtyřech zemích – ve Francii (Croix de guerre), Polsku (Virtuti Militari), Jugoslávii a Československu (několik vyznamenání včetně Československého válečného kříže a nejvyššího československého vyznamenání, Řádu Bílého Lva). Jeho vojenská kariéra vyvrcholila na konci roku 1949, kdy se stal generálním tajemníkem všech komunistických organizací v Československé armádě.
Hromádko strávil téměř deset let svého života ve věznicích a pracovních a detenčních táborech v různých zemích, včetně československých uranových dolů. V roce 1956 byl propuštěn a později zcela rehabilitován. Vydal knihu vzpomínek Jak se kalila voda: výbor z kriminálních příběhů a úvah, jež čerpá především z jeho vězeňské zkušenosti a deziluze z revoluce.

## Život

### Mládí
Otakar Hromádko se narodil 30. srpna 1909 v Kněži, lesníkovi Ottovi Hromádkovi a Marii Hromádkové. Když jeho otec zemřel v roce 1914 na východní frontě první světové války, přestěhovala se rodina (matka, prarodiče a Otakar se třemi sourozenci) do Německého Brodu. V roce 1928 začal studovat práva v Brně a vstoupil do Komunistického svazu mládeže Československa. V roce 1930 byl zatčen a uvězněn jako vůdce skupiny studentů, kteří malovali protiválečné slogany na kostely v Německém Brodě. Tato aféra, která se opakovaně dostala až na půdu československého parlamentu, se silně odrazila na vývoji mladého Hromádky. Kromě uvěznění byl vyloučen z univerzity v Brně, kde studoval práva. V následujících letech se zaměřil plně na propagaci komunismu. Byl krajským tajemníkem Komsomolu a regionálním tajemníkem Komunistické strany Československa v krajích Pardubice, Praha-venkov a Budějovice. Byl také redaktorem Rudého práva (oficiálních novin KSČ) a časopisu Jednota.
Velkou část 30. let 20. století strávil v ilegalitě, jelikož byl hledán československou policií a soudy pro mnoho trestných činů (nejčastěji nelegální distribuci komunistického tisku). Mezi lety 1930 a 1936 byl uvězněn, nebo vazebně držen, desetkrát v osmi různých věznicích v Československu a jednou v německých Drážďanech.

### Španělská občanská válka a druhá světová válka

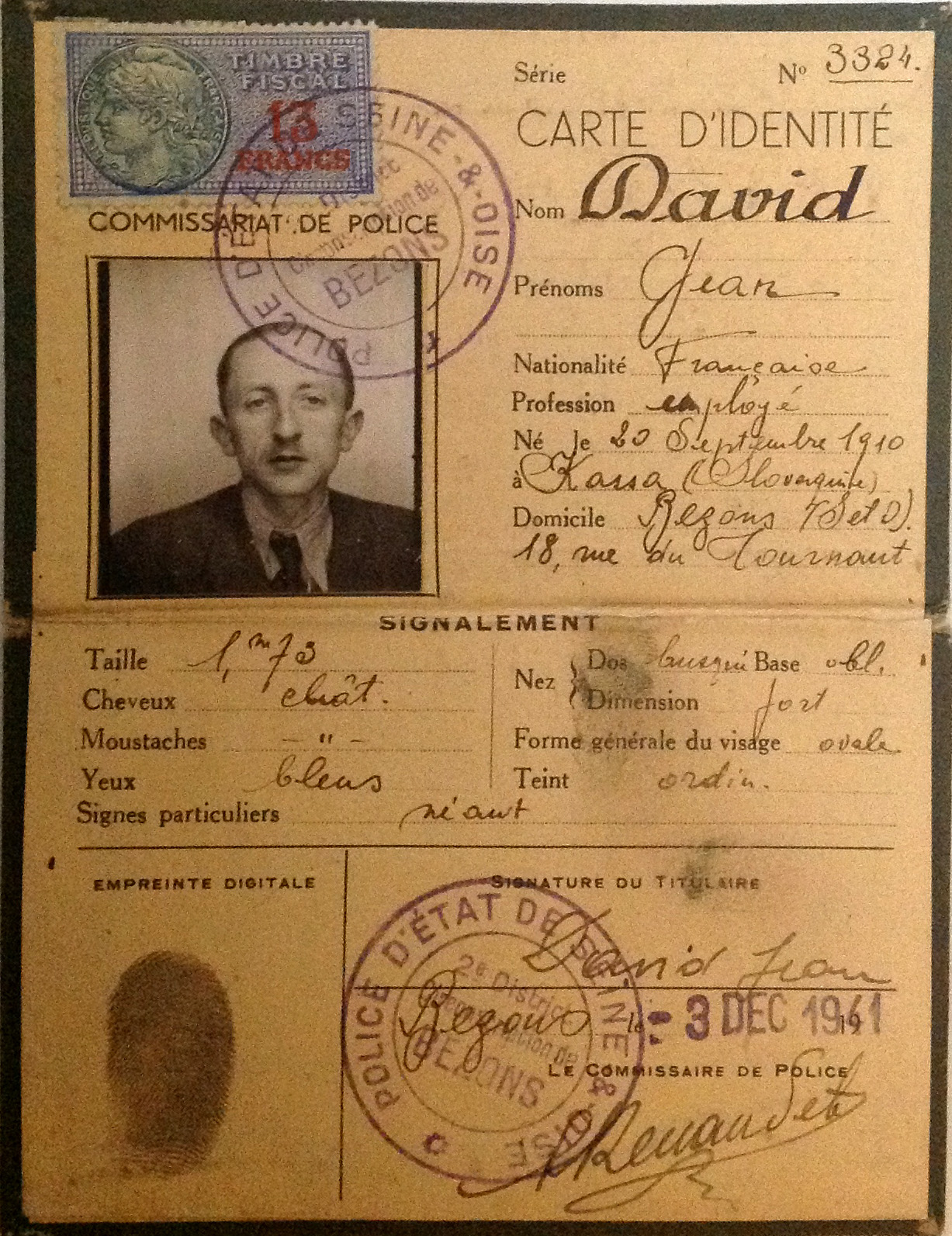
Hromádkův falešný průkaz během druhé světové války ve Francii

Po vypuknutí španělské občanské války se dobrovolně přihlásil k boji v mezinárodních brigádách. Mezi lety 1937–1939 působil jako politický komisař ve 129. mezinárodní brigádě v praporu Masaryk. Bojoval na frontách Extramadura, Aragon, Levante, a během ústupu z Katalánie do Francie. Po překročení Pyrenejí byl internován ve francouzských internačních táborech St. Cyprien a Gurs. V obou táborech byl vedoucím ilegální organizace československých komunistů. V říjnu 1939 byl převezen spolu s ostatními "Agenty Kominterny" do koncentračního tábora Vernet.
Dne 2. června 1941 se mu společně s interbrigadistou Aloisem Neuerem podařilo v Paříži utéct z nacistického transportu směřujícího do Německa do kterého se dobrovolně přihlásil neboť věděl o možnosti útěku. V Paříži se společně s Neuerem podílel na založení partyánského oddílu složeného z Čechů a Slováků. Od roku 1941 byl členem Československého ústředního národního výboru pro Francii, od roku 1943 pak vojenským důstojníkem ve stejné organizaci. Od roku 1943 byl jedním ze čtyř důstojníků, kteří koordinovali vojenské aktivity mezinárodní skupiny v neobsazené Francii, jež byla začleněna do francouzského FFI. Získal hodnost kapitána FFI a velel jednotce nefrancouzské milice v pařížském regionu o 1200 členech. Po osvobození Francie v roce 1945 pracoval pro české vysílání francouzského národního rozhlasu v Paříži.

### Rodinný život
Během jeho pobytu v Paříži se zamiloval do Věry Waldesové, dcery z bohaté české továrnické rodiny. Několikrát spolu těsně unikli zadržení francouzskou policií. Na konci války se Ota a Věra vzali v Paříži pod falešnými dokumenty – dokonce i dokumenty jejich svědků byly falešné. V létě 1945 byla oběma udělena vojenská vyznamenání za jejich roli v odboji. V červenci 1945 se Otakar a Věra přestěhovali do Československa. Měli dvě děti, obě narozené v Praze: Jiřinu (* 31. prosince 1945) a Hanu (21. února 1947 – 7. března 2007).

### Návrat do Československa
Po návratu do Československa v červenci 1945 pracoval v mezinárodním a v organizačním oddělení sekretariátu Ústředního výboru Komunistické strany Československa, kde využil svých řídících a novinářských schopností. Od října 1947 byl zodpovědný za udržování spolupráce s komunistickými sympatizanty v Československé straně národně socialistické. V prosinci 1947 se stal hlavou nově vytvořeného Odboru Národní fronty, jež byl zodpovědný za shromažďování zpravodajských informací o nekomunistických stranách (zejména Československé straně národně socialistické a Sociálně demokratické straně) a za vytváření "levých" frakcí v těchto stranách za účelem jejich destabilizace. Odbor Národní fronty byl oficiálně součástí Informačního oddělení v čele s Bedřichem Geminderem (Hromádko byl jeho náměstek).
Byl také redaktorem a krátce šéfredaktorem stranického časopisu Funkcionář, věnovaného posílení organizační a ideologické kapacity komunistických kádrů. Mezi říjnem 1945 a únorem 1948 napsal instruktážní články na témata jako: Jak vybudovat a spravovat místní organizace strany, Jak získat podporu na venkově a mezi mládeží, Jak vést předvolební kampaň,
 Jak chápat plánované zemědělské reformy. Po únoru 1948, kdy do Komunistické strany vstupovalo velké množství nových členů, agitoval za prověřování nových členů a za očištění strany od reakčních živlů a oportunistů a varoval před radikální "bolševizací" strany. V roce 1949 byl mobilizován do Československé armády a stal se generálním tajemníkem všech komunistických organizací v armádě.

## Soud se "Skupinou důstojníků v armádě" a vězení
V důsledku vnitrostranických čistek a bojů byl v únoru 1951 zatčen a souzen v tajném procesu spolu s Antonínem Svobodou a Bedřichem Kopoldem. Byl obviněn z velezrady, špionáže a sabotáže. Po tři roky byl držen ve vazbě v Kolodějích a v ruzyňské věznici. V dubnu 1954 byl odsouzen na 12 let vězení. Byl umístěn ve věznici na Pankráci a později v Leopoldově a v pracovním táboře Rovnost v Jáchymovských uranových dolech.
I přes tři roky tvrdých výslechů, které většinu podobně stíhaných ve vykonstruovaných procesech zlomily, nikdy neuznal svou vinu za zločiny, ze kterých byl obviněn. To mu přinášelo komplikace ze strany vyšetřovatelů, kteří to interpretovali jako "špatné chování". Během destalinizace v Československu byl 30. dubna 1956 propuštěn a později plně rehabilitován. Po invazi vojsk Varšavské smlouvy do Československa v roce 1968 emigroval do Švýcarska. Zemřel v Yverdonu-les-Bains v roce 1983.